# Mount Davidson
Mount Davidson is een heuvel in de stad San Francisco in de Amerikaanse staat Californië. Met 283 meter is Mount Davidson het hoogste natuurlijke punt in de eengemaakte stad-county San Francisco. De heuvel bevindt zich bovendien bij het geografische midden van de stad, ten zuiden van Twin Peaks en Portola Drive en ten westen van Diamond Heights en Glen Park. Het is een van de 44 heuvels die San Francisco rijk is en een van de oorspronkelijke 'zeven heuvels van San Francisco' (samen met Telegraph Hill, Nob Hill, Russian Hill, Rincon Hill, Mount Sutro en Twin Peaks).
De grotendeels beboste top van Mount Davidson vormt het Mount Davidson Park, dat in privébezit is. Boven op Mount Davidson staat een 31,4 meter hoog betonnen kruis. Op Pasen vindt er een gebedsdienst plaats en wordt het kruis verlicht.